# Martin Schiller
Martin Schiller (nacido el 8 de marzo de 1982 en Viena, Austria) es un entrenador austriaco de baloncesto. Actualmente está sin equipo.

## Trayectoria como entrenador
Martin Schiller es un austriaco, nacido en Viena y criado en Hamburgo, que comenzó su carrera como entrenador en 2004. A los 18 años comenzó su carrera como asistente en varios banquillos diferentes de la Bundesliga alemana y alguno de su Austria natal.
Su trabajo más reciente en Europa fue como asistente del Riesen Ludwigsburg hasta 2017, y también como asistente de la selección alemana desde 2015. Fue en estos años cuando desarrolló una buena reputación como entrenador individual para jugadores jóvenes. 
En 2017 se convierte en entrenador del Salt Lake City Stars de la NBA G League, recomendado por Alex Jensen, quien era asistente en Utah Jazz. En las filas del conjunto norteamericano estuvo durante 3 temporadas, en la primera de ellas ganaría 16 de 50 partidos, y 27  encuentros ganados en la segunda temporada. 
En la temporada 2019-20, que sería su tercera y última temporada, tenían el mejor balance de su conferencia con 30 partidos con aún ocho por disputarse cuando la liga fue suspendida debido a la pandemia por coronavirus. Schiller fue nombrado mejor entrenador del año de la NBA G League.
El 14 de julio de 2020, firma como entrenador del Žalgiris Kaunas de la Lietuvos Krepšinio Lyga.
En su primera temporada, Zalgiris terminó primero la fase regular de la liga lituana con 33 victorias en 36 partidos y conquistó la Copa Rey Mindaugas de Lituania, tras superar al Lietuvos Rytas en la final. En las dos temporadas en Kaunas, compitió también en la Euroliga.
El 7 de octubre de 2021, deja de ser entrenador del Žalgiris Kaunas y es sustituido por Jure Zdovc.
El 24 de junio de 2022, ficha por Casademont Zaragoza de la Liga Endesa, para la temporada 2022-23. Tras un inicio de temporada con cuatro derrotas consecutivas, fue cesado el 18 de octubre de 2022.

## Clubs como entrenador
- 2004–2005: Düsseldorf
- 2005–2007: TSG Bergedorf
- 2007–2010: WBC Wels (Asistente)
- 2010–2015: Artland Dragons (Asistente)
- 2015–2017: Selección de baloncesto de Alemania (Asistente)
- 2015–2017: Riesen Ludwigsburg (Asistente)
- 2017–2020: Salt Lake City Stars
- 2020-2021: Žalgiris Kaunas
- 2022:Casademont Zaragoza